# Ömer Onan
Ömer Onan (4 de febrero de 1978, Mersin) es un exjugador profesional de baloncesto turco que actualmente ejerce como entrenador asistente en el Fenerbahçe Ülker que disputa la Türkiye 1 y la Euroliga.

## Equipos
- Efes Pilsen S.K. (1995-2004)
- Fenerbahçe (2004-2005)
- Ülkerspor (2005-2006)
- Fenerbahçe Ülker (2006-2014)

## Palmarés

### Efes Pilsen S.K.
- Copa Korac (1996)
- Türkiye 1 (1996, 1997, 2002, 2003 y 2004)
- Copa de Turquía (1996, 1997, 1998, 2001 y 2002)
- Supercopa de Turquía (1996, 1998 y 2000)

### Ülkerspor
- Türkiye 1 (2006)

### Fenerbahçe Ülker
- Türkiye 1 (2007, 2008, 2010 y 2011)
- Copa de Turquía (2010 y 2011)
- Supercopa de Turquía (2007 y 2011)

### Selección nacional

#### Campeonato del Mundo
- Medalla de plata en el Mundial de 2010.

#### Campeonato de Europa
- Medalla de plata en el Europeo de 2001.